# Mittelbiberach
Mittelbiberach är en kommun i Landkreis Biberach i det tyska förbundslandet Baden-Württemberg. Kommunen består av ortsdelarna (tyska Ortsteile) Mittelbiberach och Reute. Folkmängden uppgår till cirka 4 400 invånare, på en yta av 23,68 kvadratkilometer.
Kommunen ingår i kommunalförbundet Biberach an der Riß tillsammans med staden Biberach an der Riß och kommunerna Attenweiler, Eberhardzell, Hochdorf, Maselheim, Ummendorf och Warthausen.

## Befolkningsutveckling
| Befolkningsutvecklingen i Mittelbiberach 1975–2015 | Befolkningsutvecklingen i Mittelbiberach 1975–2015 | Befolkningsutvecklingen i Mittelbiberach 1975–2015 | Befolkningsutvecklingen i Mittelbiberach 1975–2015 | Befolkningsutvecklingen i Mittelbiberach 1975–2015 |
| -------------------------------------------------- | -------------------------------------------------- | -------------------------------------------------- | -------------------------------------------------- | -------------------------------------------------- |
|                                                    |                                                    |                                                    |                                                    |                                                    |
| År                                                 |                                                    |                                                    | Folkmängd                                          | Areal (ha)                                         |
| 1975                                               | 1975                                               |                                                    | 2 368                                              | 2 368                                              |
| 1980                                               | 1980                                               |                                                    | 2 580                                              |                                                    |
| 1985                                               | 1985                                               |                                                    | 2 591                                              |                                                    |
| 1990                                               | 1990                                               |                                                    | 2 984                                              |                                                    |
| 1995                                               | 1995                                               |                                                    | 3 396                                              |                                                    |
| 2000                                               | 2000                                               |                                                    | 3 586                                              |                                                    |
| 2005                                               | 2005                                               |                                                    | 3 913                                              |                                                    |
| 2010                                               | 2010                                               |                                                    | 4 030                                              |                                                    |
| 2015                                               | 2015                                               |                                                    | 4 330                                              |                                                    |
|                                                    |                                                    |                                                    |                                                    |                                                    |